# 24 Horas de Le Mans de 2011
As 24 Horas de Le Mans de 2011 (em francês 24 Heures du Mans 2011) foi o 79º grande prêmio das 24 Horas de Le Mans.
A corrida automobilística realizou-se nos dias 11 - 12 de junho de 2011 no Circuit de la Sarthe, em Le Mans, na França e foi organizada pelo Automobile Club de l'Ouest (ACO). A prova contou com um público recorde de 249.500 espectadores.

## Resultados Finais

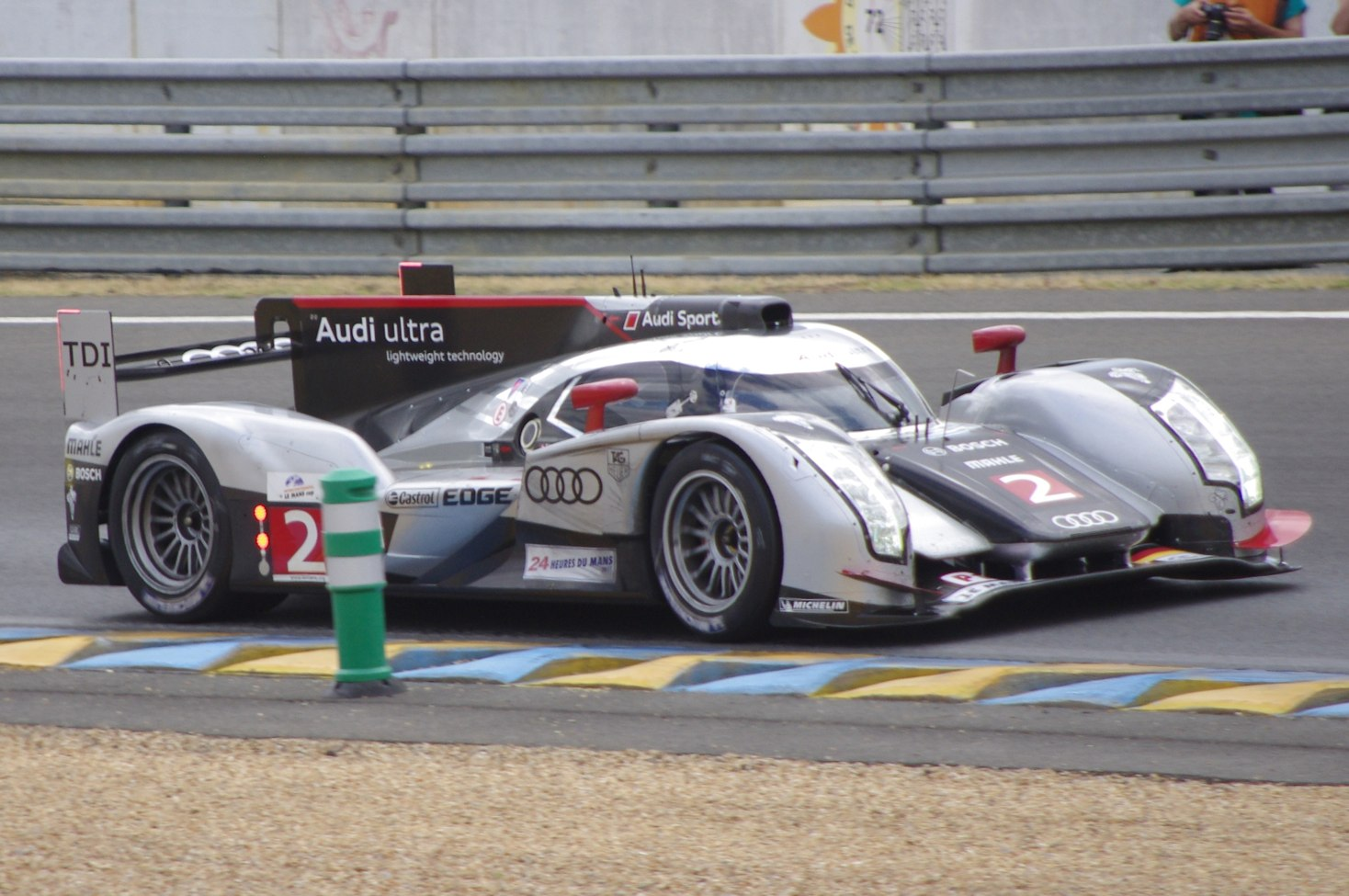
1. 2 Audi R18 TDI

Vencedores de cada classe estão marcados em negrito.
| Pos                                                                   | Classe Pos. | Nº  | Equipe                    | Pilotos                                                    | Chassis                              | Pneus | Voltas |
| Pos                                                                   | Classe Pos. | Nº  | Equipe                    | Pilotos                                                    | Motor                                | Pneus | Voltas |
| --------------------------------------------------------------------- | ----------- | --- | ------------------------- | ---------------------------------------------------------- | ------------------------------------ | ----- | ------ |
| 1                                                                     | LMP1        | 2   | Audi Sport Team Joest     | Marcel Fässler André Lotterer Benoît Tréluyer              | Audi R18 TDI                         | M     | 355    |
| 1                                                                     | LMP1        | 2   | Audi Sport Team Joest     | Marcel Fässler André Lotterer Benoît Tréluyer              | Audi TDI 3.7 L Turbo V6 (Diesel)     | M     | 355    |
| 2                                                                     | LMP1        | 9   | Team Peugeot Total        | Sébastien Bourdais Simon Pagenaud Pedro Lamy               | Peugeot 908                          | M     | 355    |
| 2                                                                     | LMP1        | 9   | Team Peugeot Total        | Sébastien Bourdais Simon Pagenaud Pedro Lamy               | Peugeot HDi 3.7 L Turbo V8 (Diesel)  | M     | 355    |
| 3                                                                     | LMP1        | 8   | Peugeot Sport Total       | Stéphane Sarrazin Franck Montagny Nicolas Minassian        | Peugeot 908                          | M     | 353    |
| 3                                                                     | LMP1        | 8   | Peugeot Sport Total       | Stéphane Sarrazin Franck Montagny Nicolas Minassian        | Peugeot HDi 3.7 L Turbo V8 (Diesel)  | M     | 353    |
| 4                                                                     | LMP1        | 7   | Peugeot Sport Total       | Anthony Davidson Alexander Wurz Marc Gené                  | Peugeot 908                          | M     | 351    |
| 4                                                                     | LMP1        | 7   | Peugeot Sport Total       | Anthony Davidson Alexander Wurz Marc Gené                  | Peugeot HDi 3.7 L Turbo V8 (Diesel)  | M     | 351    |
| 5                                                                     | LMP1        | 10  | Team Oreca-Matmut         | Nicolas Lapierre Loïc Duval Olivier Panis                  | Peugeot 908 HDi FAP                  | M     | 339    |
| 5                                                                     | LMP1        | 10  | Team Oreca-Matmut         | Nicolas Lapierre Loïc Duval Olivier Panis                  | Peugeot HDi 5.5 L Turbo V12 (Diesel) | M     | 339    |
| 6                                                                     | LMP1        | 12  | Rebellion Racing          | Nicolas Prost Neel Jani Jeroen Bleekemolen                 | Lola B10/60                          | M     | 338    |
| 6                                                                     | LMP1        | 12  | Rebellion Racing          | Nicolas Prost Neel Jani Jeroen Bleekemolen                 | Toyota RV8KLM 3.4 L V8               | M     | 338    |
| 7                                                                     | LMP1        | 22  | Kronos Racing             | Vanina Ickx Bas Leinders Maxime Martin                     | Lola-Aston Martin B09/60             | M     | 328    |
| 7                                                                     | LMP1        | 22  | Kronos Racing             | Vanina Ickx Bas Leinders Maxime Martin                     | Aston Martin 6.0 L V12               | M     | 328    |
| 8                                                                     | LMP2        | 41  | Greaves Motorsport        | Karim Ojjeh Olivier Lombard Tom Kimber-Smith               | Zytek Z11SN                          | D     | 326    |
| 8                                                                     | LMP2        | 41  | Greaves Motorsport        | Karim Ojjeh Olivier Lombard Tom Kimber-Smith               | Nissan VK45DE 4.5 L V8               | D     | 326    |
| 9                                                                     | LMP2        | 26  | Signatech Nissan          | Soheil Ayari Franck Mailleux Lucas Ordóñez                 | Oreca 03                             | D     | 320    |
| 9                                                                     | LMP2        | 26  | Signatech Nissan          | Soheil Ayari Franck Mailleux Lucas Ordóñez                 | Nissan VK45DE 4.5 L V8               | D     | 320    |
| 10                                                                    | LMP2        | 33  | Level 5 Motorsports       | Scott Tucker Christophe Bouchut João Barbosa               | Lola B08/80                          | M     | 319    |
| 10                                                                    | LMP2        | 33  | Level 5 Motorsports       | Scott Tucker Christophe Bouchut João Barbosa               | HPD HR28TT 2.8 L Turbo V6            | M     | 319    |
| 11                                                                    | LMGTE Pro   | 73  | Corvette Racing           | Olivier Beretta Tommy Milner Antonio García                | Corvette C6.R                        | M     | 314    |
| 11                                                                    | LMGTE Pro   | 73  | Corvette Racing           | Olivier Beretta Tommy Milner Antonio García                | Corvette 5.5 L V8                    | M     | 314    |
| 12                                                                    | LMP2        | 36  | RML                       | Mike Newton Ben Collins Thomas Erdos                       | HPD ARX-01d                          | D     | 314    |
| 12                                                                    | LMP2        | 36  | RML                       | Mike Newton Ben Collins Thomas Erdos                       | HPD HR28TT 2.8 L Turbo V6            | D     | 314    |
| 13                                                                    | LMGTE Pro   | 51  | AF Corse SRL              | Giancarlo Fisichella Gianmaria Bruni Toni Vilander         | Ferrari 458 Italia GT2               | M     | 314    |
| 13                                                                    | LMGTE Pro   | 51  | AF Corse SRL              | Giancarlo Fisichella Gianmaria Bruni Toni Vilander         | Ferrari 4.5 L V8                     | M     | 314    |
| 14                                                                    | LMP2        | 49  | OAK Racing                | Shinji Nakano Nicolas de Crem Jan Charouz                  | OAK Pescarolo 01                     | D     | 313    |
| 14                                                                    | LMP2        | 49  | OAK Racing                | Shinji Nakano Nicolas de Crem Jan Charouz                  | Judd-BMW HK 3.6 L V8                 | D     | 313    |
| 15                                                                    | LMGTE Pro   | 56  | BMW Motorsport            | Andy Priaulx Dirk Müller Joey Hand                         | BMW M3 GT2                           | D     | 313    |
| 15                                                                    | LMGTE Pro   | 56  | BMW Motorsport            | Andy Priaulx Dirk Müller Joey Hand                         | BMW 4.0 L V8                         | D     | 313    |
| 16                                                                    | LMGTE Pro   | 77  | Team Felbermayr-Proton    | Marc Lieb Wolf Henzler Richard Lietz                       | Porsche 997 GT3-RSR                  | M     | 312    |
| 16                                                                    | LMGTE Pro   | 77  | Team Felbermayr-Proton    | Marc Lieb Wolf Henzler Richard Lietz                       | Porsche 4.0 L Flat-6                 | M     | 312    |
| 17                                                                    | LMGTE Pro   | 76  | IMSA Performance Matmut   | Raymond Narac Patrick Pilet Nicolas Armindo                | Porsche 997 GT3-RSR                  | M     | 311    |
| 17                                                                    | LMGTE Pro   | 76  | IMSA Performance Matmut   | Raymond Narac Patrick Pilet Nicolas Armindo                | Porsche 4.0 L Flat-6                 | M     | 311    |
| 18                                                                    | LMGTE Pro   | 80  | Flying Lizard Motorsports | Jörg Bergmeister Lucas Luhr Patrick Long                   | Porsche 997 GT3-RSR                  | M     | 310    |
| 18                                                                    | LMGTE Pro   | 80  | Flying Lizard Motorsports | Jörg Bergmeister Lucas Luhr Patrick Long                   | Porsche 4.0 L Flat-6                 | M     | 310    |
| 19                                                                    | LMP2        | 40  | Race Performance          | Michel Frey Ralph Meichtry Marc Rostan                     | Oreca 03                             | D     | 304    |
| 19                                                                    | LMP2        | 40  | Race Performance          | Michel Frey Ralph Meichtry Marc Rostan                     | Judd-BMW HK 3.6 L V8                 | D     | 304    |
| 20                                                                    | LMGTE Am    | 50  | Larbre Compétition        | Patrick Bornhauser Julien Canal Gabriele Gardel            | Corvette C6.R                        | M     | 302    |
| 20                                                                    | LMGTE Am    | 50  | Larbre Compétition        | Patrick Bornhauser Julien Canal Gabriele Gardel            | Corvette 5.5 L V8                    | M     | 302    |
| 21                                                                    | LMGTE Am    | 70  | Larbre Compétition        | Christophe Bourret Pascal Gibon Jean-Philippe Belloc       | Porsche 997 GT3-RSR                  | M     | 301    |
| 21                                                                    | LMGTE Am    | 70  | Larbre Compétition        | Christophe Bourret Pascal Gibon Jean-Philippe Belloc       | Porsche 4.0 L Flat-6                 | M     | 301    |
| 22                                                                    | LMGTE Pro   | 65  | Lotus Jetalliance         | Jonathan Hirschi Johnny Mowlem James Rossiter              | Lotus Evora GTE                      | M     | 295    |
| 22                                                                    | LMGTE Pro   | 65  | Lotus Jetalliance         | Jonathan Hirschi Johnny Mowlem James Rossiter              | Toyota-Cosworth 4.0 L V6             | M     | 295    |
| 23                                                                    | LMGTE Pro   | 75  | Prospeed Competition      | Marc Goossens Marco Holzer Jaap van Lagen                  | Porsche 997 GT3-RSR                  | M     | 293    |
| 23                                                                    | LMGTE Pro   | 75  | Prospeed Competition      | Marc Goossens Marco Holzer Jaap van Lagen                  | Porsche 4.0 L Flat-6                 | M     | 293    |
| 24                                                                    | LMGTE Pro   | 66  | JMW Motorsport            | Rob Bell Tim Sugden Xavier Maassen                         | Ferrari 458 Italia GT2               | D     | 290    |
| 24                                                                    | LMGTE Pro   | 66  | JMW Motorsport            | Rob Bell Tim Sugden Xavier Maassen                         | Ferrari 4.5 L V8                     | D     | 290    |
| 25                                                                    | LMP2        | 35  | OAK Racing                | Frédéric Da Rocha Patrice Lafargue Andrea Barlesi          | OAK Pescarolo 01                     | D     | 288    |
| 25                                                                    | LMP2        | 35  | OAK Racing                | Frédéric Da Rocha Patrice Lafargue Andrea Barlesi          | Judd-BMW HK 3.6 L V8                 | D     | 288    |
| 26                                                                    | LMGTE Am    | 68  | Robertson Racing LLC      | David Robertson Andrea Robertson David Murry               | Ford GT-R Mk. VII                    | M     | 285    |
| 26                                                                    | LMGTE Am    | 68  | Robertson Racing LLC      | David Robertson Andrea Robertson David Murry               | Ford 5.0 L V8                        | M     | 285    |
| 27                                                                    | LMGTE Am    | 83  | JMB Racing                | Manuel Rodrigues Jean-Marc Menahem Nicolas Marroc          | Ferrari F430 GTE                     | D     | 272    |
| 27                                                                    | LMGTE Am    | 83  | JMB Racing                | Manuel Rodrigues Jean-Marc Menahem Nicolas Marroc          | Ferrari 4.0 L V8                     | D     | 272    |
| Não classificado (NC) - Menos que 70% do total de voltas (249 voltas) |             |     |                           |                                                            |                                      |       |        |
| 28                                                                    | LMP2        | 44  | Extrême Limite AM Paris   | Fabien Rosier Phillipe Haezebrouck Jean-René De Fournoux   | Norma M200P                          | D     | 247    |
| 28                                                                    | LMP2        | 44  | Extrême Limite AM Paris   | Fabien Rosier Phillipe Haezebrouck Jean-René De Fournoux   | Judd-BMW HK 3.6 L V8                 | D     | 247    |
| Não terminaram a corrida (DNF)                                        |             |     |                           |                                                            |                                      |       |        |
| 29                                                                    | LMP1        | 16  | Pescarolo Team            | Emmanuel Collard Christophe Tinseau Julien Jousse          | Pescarolo 01                         | M     | 305    |
| 29                                                                    | LMP1        | 16  | Pescarolo Team            | Emmanuel Collard Christophe Tinseau Julien Jousse          | Judd GV5 S2 5.0 L V10                | M     | 305    |
| 30                                                                    | LMGTE Pro   | 55  | BMW Motorsport            | Augusto Farfus Jörg Müller Dirk Werner                     | BMW M3 GT2                           | D     | 276    |
| 30                                                                    | LMGTE Pro   | 55  | BMW Motorsport            | Augusto Farfus Jörg Müller Dirk Werner                     | BMW 4.0 L V8                         | D     | 276    |
| 31                                                                    | LMGTE Pro   | 74  | Corvette Racing           | Oliver Gavin Richard Westbrook Jan Magnussen               | Corvette C6.R                        | M     | 211    |
| 31                                                                    | LMGTE Pro   | 74  | Corvette Racing           | Oliver Gavin Richard Westbrook Jan Magnussen               | Corvette 5.5 L V8                    | M     | 211    |
| 32                                                                    | LMGTE Am    | 81  | Flying Lizard Motorsports | Seth Neiman Darren Law Spencer Pumpelly                    | Porsche 997 GT3-RSR                  | M     | 211    |
| 32                                                                    | LMGTE Am    | 81  | Flying Lizard Motorsports | Seth Neiman Darren Law Spencer Pumpelly                    | Porsche 4.0 L Flat-6                 | M     | 211    |
| 33                                                                    | LMP2        | 48  | Team Oreca-Matmut         | Alexandre Prémat David Hallyday Dominik Kraihamer          | Oreca 03                             | M     | 200    |
| 33                                                                    | LMP2        | 48  | Team Oreca-Matmut         | Alexandre Prémat David Hallyday Dominik Kraihamer          | Nissan VK45DE 4.5 L V8               | M     | 200    |
| 34                                                                    | LMGTE Am    | 63  | Proton Competition        | Horst Felbermayr, Jr. Horst Felbermayr, Sr. Christian Ried | Porsche 997 GT3-RSR                  | M     | 199    |
| 34                                                                    | LMGTE Am    | 63  | Proton Competition        | Horst Felbermayr, Jr. Horst Felbermayr, Sr. Christian Ried | Porsche 4.0 L Flat-6                 | M     | 199    |
| 35                                                                    | LMP1        | 13  | Rebellion Racing          | Andrea Belicchi Jean-Christophe Boullion Guy Smith         | Lola B10/60                          | M     | 190    |
| 35                                                                    | LMP1        | 13  | Rebellion Racing          | Andrea Belicchi Jean-Christophe Boullion Guy Smith         | Toyota RV8KLM 3.4 L V8               | M     | 190    |
| 36                                                                    | LMGTE Am    | 61  | AF Corse SRL              | Piergiuseppe Perazzini Marco Cioci Seán Paul Breslin       | Ferrari F430 GTE                     | M     | 188    |
| 36                                                                    | LMGTE Am    | 61  | AF Corse SRL              | Piergiuseppe Perazzini Marco Cioci Seán Paul Breslin       | Ferrari 4.0 L V8                     | M     | 188    |
| 37                                                                    | LMGTE Pro   | 59  | Luxury Racing             | Stéphane Ortelli Frédéric Makowiecki Jaime Melo            | Ferrari 458 Italia GT2               | M     | 183    |
| 37                                                                    | LMGTE Pro   | 59  | Luxury Racing             | Stéphane Ortelli Frédéric Makowiecki Jaime Melo            | Ferrari 4.5 L V8                     | M     | 183    |
| 38                                                                    | LMGTE Pro   | 71  | AF Corse                  | Robert Kauffman Michael Waltrip Rui Águas                  | Ferrari 458 Italia GT2               | M     | 178    |
| 38                                                                    | LMGTE Pro   | 71  | AF Corse                  | Robert Kauffman Michael Waltrip Rui Águas                  | Ferrari 4.5 L V8                     | M     | 178    |
| 39                                                                    | LMGTE Pro   | 88  | Team Felbermayr-Proton    | Nick Tandy Abdulaziz Al-Faisal Bryce Miller                | Porsche 997 GT3-RSR                  | M     | 169    |
| 39                                                                    | LMGTE Pro   | 88  | Team Felbermayr-Proton    | Nick Tandy Abdulaziz Al-Faisal Bryce Miller                | Porsche 4.0 L Flat-6                 | M     | 169    |
| 40                                                                    | LMP2        | 42  | Strakka Racing            | Nick Leventis Danny Watts Jonny Kane                       | HPD ARX-01d                          | M     | 144    |
| 40                                                                    | LMP2        | 42  | Strakka Racing            | Nick Leventis Danny Watts Jonny Kane                       | HPD HR28TT 2.8 L Turbo V6            | M     | 144    |
| 41                                                                    | LMGTE Am    | 60  | Gulf AMR Middle East      | Fabien Giroix Roald Goethe Michael Wainright               | Aston Martin Vantage GT2             | D     | 141    |
| 41                                                                    | LMGTE Am    | 60  | Gulf AMR Middle East      | Fabien Giroix Roald Goethe Michael Wainright               | Aston Martin 4.5 L V8                | D     | 141    |
| 42                                                                    | LMP2        | 39  | PeCom Racing              | Luís Pérez Companc Matías Russo Pierre Kaffer              | Lola B11/40                          | M     | 139    |
| 42                                                                    | LMP2        | 39  | PeCom Racing              | Luís Pérez Companc Matías Russo Pierre Kaffer              | Judd-BMW HK 3.6 L V8                 | M     | 139    |
| 43                                                                    | LMGTE Pro   | 89  | Hankook-Team Farnbacher   | Dominik Farnbacher Allan Simonsen Leh Keen                 | Ferrari 458 Italia GT2               | H     | 137    |
| 43                                                                    | LMGTE Pro   | 89  | Hankook-Team Farnbacher   | Dominik Farnbacher Allan Simonsen Leh Keen                 | Ferrari 4.5 L V8                     | H     | 137    |
| 44                                                                    | LMGTE Pro   | 58  | Luxury Racing             | Anthony Beltoise François Jakubowski Pierre Thiriet        | Ferrari 458 Italia GT2               | M     | 136    |
| 44                                                                    | LMGTE Pro   | 58  | Luxury Racing             | Anthony Beltoise François Jakubowski Pierre Thiriet        | Ferrari 4.5 L V8                     | M     | 136    |
| 45                                                                    | LMGTE Pro   | 64  | Lotus Jetalliance         | Oskar Slingerland Martin Rich John Hartshorne              | Lotus Evora GTE                      | M     | 126    |
| 45                                                                    | LMGTE Pro   | 64  | Lotus Jetalliance         | Oskar Slingerland Martin Rich John Hartshorne              | Toyota-Cosworth 4.0 L V6             | M     | 126    |
| 46                                                                    | LMGTE Am    | 57  | Krohn Racing              | Tracy Krohn Nic Jönsson Michele Rugolo                     | Ferrari F430 GTE                     | D     | 123    |
| 46                                                                    | LMGTE Am    | 57  | Krohn Racing              | Tracy Krohn Nic Jönsson Michele Rugolo                     | Ferrari 4.0 L V8                     | D     | 123    |
| 47                                                                    | LMP1        | 24  | OAK Racing                | Richard Hein Jacques Nicolet Jean-François Yvon            | OAK Pescarolo 01                     | D     | 119    |
| 47                                                                    | LMP1        | 24  | OAK Racing                | Richard Hein Jacques Nicolet Jean-François Yvon            | Judd DB 3.4 L V8                     | D     | 119    |
| 48                                                                    | LMP1        | 1   | Audi Sport Team Joest     | Timo Bernhard Romain Dumas Mike Rockenfeller               | Audi R18 TDI                         | M     | 116    |
| 48                                                                    | LMP1        | 1   | Audi Sport Team Joest     | Timo Bernhard Romain Dumas Mike Rockenfeller               | Audi TDI 3.7 L Turbo V6 (Diesel)     | M     | 116    |
| 49                                                                    | LMP1        | 5   | Hope Racing               | Steve Zacchia Jan Lammers Casper Elgaard                   | Oreca 01                             | M     | 115    |
| 49                                                                    | LMP1        | 5   | Hope Racing               | Steve Zacchia Jan Lammers Casper Elgaard                   | Swiss HyTech 2.0 L Hybrid Turbo I4   | M     | 115    |
| 50                                                                    | LMGTE Am    | 62  | CRS Racing                | Pierre Ehret Shaun Lynn Roger Wills                        | Ferrari F430 GTE                     | M     | 84     |
| 50                                                                    | LMGTE Am    | 62  | CRS Racing                | Pierre Ehret Shaun Lynn Roger Wills                        | Ferrari 4.0 L V8                     | M     | 84     |
| 51                                                                    | LMP1        | 15  | OAK Racing                | Guillaume Moreau Pierre Ragues Tiago Monteiro              | OAK Pescarolo 01                     | D     | 80     |
| 51                                                                    | LMP1        | 15  | OAK Racing                | Guillaume Moreau Pierre Ragues Tiago Monteiro              | Judd DB 3.4 L V8                     | D     | 80     |
| 52                                                                    | LMGTE Pro   | 79  | Jota                      | Sam Hancock Simon Dolan Chris Buncombe                     | Aston Martin Vantage GT2             | D     | 74     |
| 52                                                                    | LMGTE Pro   | 79  | Jota                      | Sam Hancock Simon Dolan Chris Buncombe                     | Aston Martin 4.5 L V8                | D     | 74     |
| 53                                                                    | LMP1        | 20  | Quifel-ASM Team           | Miguel Amaral Olivier Pla Warren Hughes                    | Zytek 09SC                           | D     | 48     |
| 53                                                                    | LMP1        | 20  | Quifel-ASM Team           | Miguel Amaral Olivier Pla Warren Hughes                    | Zytek ZG348 3.4 L V8                 | D     | 48     |
| 54                                                                    | LMP1        | 3   | Audi Sport North America  | Tom Kristensen Rinaldo Capello Allan McNish                | Audi R18 TDI                         | M     | 14     |
| 54                                                                    | LMP1        | 3   | Audi Sport North America  | Tom Kristensen Rinaldo Capello Allan McNish                | Audi TDI 3.7 L Turbo V6 (Diesel)     | M     | 14     |
| 55                                                                    | LMP1        | 007 | Aston Martin Racing       | Stefan Mücke Darren Turner Christian Klien                 | Aston Martin AMR-One                 | M     | 4      |
| 55                                                                    | LMP1        | 007 | Aston Martin Racing       | Stefan Mücke Darren Turner Christian Klien                 | Aston Martin 2.0 L Turbo I6          | M     | 4      |
| 56                                                                    | LMP1        | 009 | Aston Martin Racing       | Harold Primat Adrián Fernández Andy Meyrick                | Aston Martin AMR-One                 | M     | 2      |
| 56                                                                    | LMP1        | 009 | Aston Martin Racing       | Harold Primat Adrián Fernández Andy Meyrick                | Aston Martin 2.0 L Turbo I6          | M     | 2      |